# Collana
Collana är en ort i Bolivia.   Den ligger i departementet La Paz, i den centrala delen av landet, 400 km nordväst om huvudstaden Sucre. Collana ligger 3 948 meter över havet och antalet invånare är 1 936.
Terrängen runt Collana är kuperad åt sydväst, men åt nordost är den platt. Runt Collana är det ganska glesbefolkat, med 22 invånare per kvadratkilometer.. Collana är det största samhället i trakten. 
Trakten runt Collana består i huvudsak av gräsmarker.